# Comrats statliga universitet
Comrats statliga universitet (gagauziska: Komrat Devlet Universiteti, KDU, rumänska:Universitatea de Stat din Comrat, USC) är ett statligt universitet i Comrat i den autonoma regionen Gagauzien, Moldavien. Universitetet bildades 1991 som Gagauziska nationaluniversitetet och blev statligt 2002 samtidigt som det fick sitt nuvarande namn.

## Organisation[1]
- Fakulteten för jordbruk och teknik
- Fakulteten för nationell kultur
- Ekonomiska fakulteten
- Juridiska fakulteten